# Nangra
Nangra es un género de peces de la familia Sisoridae en el orden de los Siluriformes. Se distribuyen en las cuencas del Indo, Ganges, Meghna y Brahmaputra en Pakistán, India, Bangladés y Nepal.

## Especies
Se reconocen cinco especies en este género.
- Nangra assamensis Sen & B. K. Biswas, 1994
- Nangra bucculenta Roberts & Ferraris, 1998
- Nangra nangra (Hamilton, 1822)
- Nangra ornata Roberts & Ferraris, 1998
- Nangra robusta Mirza & Awan, 1973